# Estação Ávila Camacho
A Estação Ávila Camacho é uma das estações do VLT de Guadalajara, situada em Guadalajara, entre a Estação División del Norte e a Estação Mezquitán. Administrada pelo Sistema de Tren Eléctrico Urbano (SITEUR), faz parte da Linha 1.
Foi inaugurada em 1º de setembro de 1989. Localiza-se no cruzamento da Estrada do Federalismo com a Avenida Ávila Camacho. Atende os bairros San Miguel de Mezquitán, La Normal e Observatorio.